# Hedyotis flavescens
Hedyotis flavescens är en måreväxtart som beskrevs av George Henry Kendrick Thwaites. Hedyotis flavescens ingår i släktet Hedyotis och familjen måreväxter. Inga underarter finns listade i Catalogue of Life.